# USS Indiana (BB-1)
El USS Indiana (BB1) fue el primer acorazado moderno de la Armada de los Estados Unidos, y el cabeza de su clase, botado el 28 de febrero de 1893, y recibido por la armada de los Estados Unidos el 20 de noviembre de 1895.

## Características
Su cinturón blindado era de 18 pulgadas (457 mm) de espesor, y en las torretas de grueso calibre el blindaje era de 15 pulgadas (381 mm). Sus carboneras, tenían una capacidad de 1567 toneladas de carbón.
Su escaso francobordo era un inconveniente para navegar con aguas movidas, unido esto al peso de su artillería que le hacía inclinarse cuando los cañones apuntaban a los flancos, limitando además la elevación de los mismos y ponían en peligro la estabilidad del buque. Este defecto, se corrigió en parte tras montar contrapesos en las torres. 
El mecanismo de las torres fue fuente inagotable de averías durante toda su vida útil. 

## Historial
Usado para entrenamiento en las costas de Nueva Inglaterra hasta el estallido de la guerra con España, fue enviado a la escuadra del almirante William Sampson. 
Los diez buques de la escuadra, navegaron hacia el sur para interceptar a la escuadra del almirante Pascual Cervera El Indiana tomó parte del bombardeo San Juan el 12 de mayo de 1898, y retorno a Key West con la escuadra el 18 de mayo.  Tras descubrir la ubicación de la escuadra de Cervera en Santiago de Cuba, se unió al bloqueo de Santiago de Cuba el 1 de junio.
A finales de junio, unidades del Ejército de los Estados Unidos, fueron desembarcadas con la intención de tomar Santiago, ante lo cual, Cervera, se vio obligado a enfrentase a las fuerzas sitiadoras en la Batalla naval de Santiago de Cuba el 3 de julio de 1898, El Indiana no se unió inicialmente al combate por encontrarse demasiado al este su posición de bloqueo, pero ya se encontraba cerca de la entrada al puerto cuando los destructores Furor y Plutón salían de la bahía, en un corto espacio de tiempo, ambos buques, fueron destruidos por los cañones del Indiana y otros buques.
Tras la guerra, prosiguió con sus tarea de entrenamiento hasta diciembre de 1903.
En enero de 1906 se reincorporó al servicio en la academia naval, en la escuadra de Prácticas, navegó por el mediterráneo y Europa del Norte. En Queenstown (Irlanda), disparó la salva de 21 cañonazos el 22 de junio de 1911, en honor a la coronación del rey Jorge V. En mayo de 1914 fue retirado del servicio en Philadelfia. 
Volvió al servicio en mayo de 1917, para formar a artilleros en la costa de Nueva York, y fue retirado en enero de 1919.
En marzo de 1919, se reclasificado como Buque costero n.º 1 y se le retiró el nombre para asignárselo a una nueva unidad. Utilizado como barco objetivo para ataques de entrenamiento de bombardeos aéreo, fue hundido en noviembre de 1920. Los restos de su casco fueron vendidos para desguace en marzo de 1924.